# What Have You Done for Me Lately
«What Have You Done for Me Lately» —en español: «¿Qué has hecho por mí últimamente?»— es una canción interpretada por la cantante estadounidense Janet Jackson, incluida en su tercer álbum de estudio Control. Jackson coescribió la canción junto a sus productores Jimmy Jam y Terry Lewis. La compañía A&M Records llevó a cabo su publicación el 13 de enero de 1986 como el primer sencillo del álbum. Luego del lanzamiento de sus dos primeros álbumes y con cambios en la producción, la cantante comenzó a desarrollar un nuevo álbum. «What Have You Done for Me Lately» fue originalmente escrita para pertenecer a una obra musical propia de Jam y Lewis, pero las letras fueron cambiadas para transmitir los sentimientos que Jackson sentía sobre su separación con James DeBarge en enero de 1985, reflejando así la frustración de una mujer junto a su pareja en una relación. 
Las críticas que la canción recibió fueron positivas. La prensa musical cree que Jackson borró su “imagen de pop ingenua” la cual había adquirido en sus primeros álbumes, convirtiéndola en una figura de “mujer independiente”. «What Have You Done for Me Lately» ha figurado en varias listas de críticos de la música como una de las grandes canciones de todos los tiempos y recibió una nominación al Premio Grammy por Mejor canción R&B en la 29.ª entrega anual de dicho premio. Comercialmente la canción obtuvo mucho éxito a nivel mundial, alcanzó el cuarto puesto de la lista Billboard Hot 100 y fue certificada de disco de oro por la Recording Industry Association of America (RIAA). También se colocó en la posición número dos de la Dance Club Songs y copó la lista Hot R&B/Hip-Hop Songs. Fuera de los Estados Unidos, llegó al primer puesto en el listado musical de los Países Bajos y alcanzó el top 10 en Alemania, Suiza y Reino Unido.
El video musical que acompañó a «What Have You Done for Me Lately» fue dirigido por Brian Jones y Piers Ashworth, coreografiado por la cantante Paula Abdul. En él, a Jackson se la ve yendo a una cena junto a sus amigos para hablarles de sus problemas de relación sentimental. Dicho video ganó un Soul Train Music Award en la categoría «Mejor video R&B/Soul del año» en la ceremonia de 1987. La canción ha sido cantada por Jackson en vivo en varias ocasiones, siendo la primera vez durante la 29.ª entrega de los Premios Grammy. Fue parte de una serie de conciertos de la cantante, desde el Rhythm Nation 1814 Tour (1990) hasta el Unbreakable World Tour (2015-2016). También fue incluida en varios álbumes recopilatorios; Design of a Decade: 1986–1996 (1995), Number Ones (2009) e Icon: Number Ones (2010). «What Have You Done for Me Lately» fue sampleada y versionada por muchos artistas y es considerada como una de las “canciones insignias” de Jackson convirtiéndola en uno de los grandes artistas de la música popular.

## Antecedentes
Después de arreglar un contrato con A&M Records en 1982 para Janet, una adolescente de 16 años, Joseph Jackson supervisó toda la producción de su álbum debut Janet Jackson y su sucesor Dream Street (1984); este último fue compuesto y producido por Jessie Johnson junto a los hermanos de Jackson Marlon y Michael. En ese entonces, Janet se sintió reacia a comenzar una carrera musical, agregando: “Estaba saliendo de un programa de televisión que odiaba en absoluto hacer, Fame. Yo no lo quería hacer [el primer álbum, Janet Jackson]. Yo quería ir al colegio, pero lo hice por mi padre...” además comentó que había tenido conflictos muy a menudo con sus productores. En medio de sus problemas profesionales, ella se rebeló en contra de los deseos de su familia al haberse casado con James DeBarge, integrante del grupo musical familiar DeBarge, en 1984. Los Jacksons desaprobaron la relación, citando inmadurez por parte de DeBarge y el abusivo uso de sustancias. En enero de 1985, Jackson se separó de su marido y ese mismo año se le concedió la anulación del matrimonio.
Posteriormente, Jackson despidió a su padre como mánager y contrató a John McClain, en aquel entonces gerente general de A&M Records y vicepresidente de artists and repertoire. Luego de esto, ella abandonó la casa de su familia en Encino, California y se mudó a su propio apartamento por un tiempo. Comentando sobre su decisión tomada expresó: “Yo sólo quería salir de casa, salir de estar debajo de mi padre, que fue una de las cosas más difíciles que tuve que hacer, diciéndole que no quería trabajar con el otra vez”. Joseph Jackson se ofendió con McClain considerando que se trataba de un intento de hurtar la carrera de su hija. McClain se defendió diciendo “No estoy tratando de proxeneta a Janet o llevarla lejos de su padre”. Él la presentó al dúo de compositores y productores James «Jimmy Jam» Harris III y Terry Lewis, ex asociados de Prince y exmiembros de The Time.

## Desarrollo y temática
Aunque inicialmente Joseph Jackson demandó que el nuevo álbum de su hija fuera grabado en Los Ángeles, de modo que él pudiera controlarla, Jam y Lewis se negaron. Ellos exigieron que la producción del álbum se hiciera de forma entera en el propio estudio del dúo en Minneapolis, Minnesota “lejos del brillo, la distracción de Hollywood y la interferencia familiar como representante”. Control fue grabado en Flyte Tyme Studios, el sitio de Flyte Tyme Records, fundado por los mismos Jam y Lewis en Minneapolis. Jackson grabó completamente el álbum, pero el encargado ejecutivo de la compañía A&M y mánager de la cantante John McClain pidió una canción más uptempo para la composición del álbum. Entonces, la cantante regresó al estudio para grabar una pista más, titulada «What Have You Done for Me Lately», que en un principio fue compuesta para ser parte de uno de los álbumes del dúo. Jam recuerda: “Ella estaba sentada afuera del salón y dijo ‘Hombre, eso es una canción funky, ¿para quién es?’. Y le dijimos: "Es para ti", y ella dijo: "Oh! genial". Creo que estaba muy contenta cuando escuchó la canción”.
Las letras fueron reescritas para que pudiese transmitir lo que Jackson sentía sobre su reciente divorcio con James DeBarge. Fue la última canción que se grabó para Control, y finalmente fue seleccionado para que fuera publicado como el primer sencillo del álbum, ya que Jam y Lewis sentían que representaba mejor la perspectiva de Jackson en la vida: “Creo que fue muy representativo de la escasez y la funkines que tenía el resto del álbum y la actitud que Janet poseía sobre estar en control, siendo madura hasta el punto donde ella tenía opiniones definidas sobre lo que quería decir”. Además de esto, la canción fue inspirada por una de las experiencias de la cantante en Minneapolis, cuando un grupo de hombres quiso atacarla sexualmente fuera del hotel donde residía durante la grabación de Control. Ella recuerda: “Fueron emocionalmente abusivos. Sexualmente amenazadores. En vez de correr hacia Jimmy o Terry para protegerme, tomé una posición de respaldo. Así es como nacieron las canciones ‘Nasty’ y ‘What Have You Done for Me Lately’, por un sentimiento de autodefensa.”

## Composición
Musicalmente, «What Have You Done for Me Lately» fue descrita como una canción dance de uptempo. Comienza con una conversación con uno de sus amigos, quien le menciona el título en forma de pregunta a Jackson. Líricamente induce a la cantante a preguntarse porqué su amante no es tan atento como lo era antes. No la estaba tratando tan bien como antes, y ella lo llama “perdedor” en respuesta. “Nunca pregunto más de lo que me merezco, sabes que es la verdad, parece que crees que eres el regalo de Dios a esta tierra. No te digo nada.”. Luego de esta oración, Jackson comienza a cantar. Veda A. McCoy en el libro Lifepower:  Six Winning Strategies to a Life of Purpose, Passion & Power expresó que la canción recordaba que “la vida es algo más de lo que tú dices. La vida es también sobre lo que tú haces”. Vibe señaló que con «What Have You Done for Me Lately», Jackson se pone de pie frente a los hombres. Chris Smith, de la revista New York, calificó el coro de la canción como “totalmente beligerante”. En una publicación de Billboard, Nelson George notó su “tauting tigerish beat”. Ed González de la revista Slant Magazine, comentó: “Nada me envía a un estupor tembloroso y acorazado por la esquina que una mermelada de Janet Jackson, que se enuncia y se ensobrece”.

## Recepción

### Crítica
«What Have You Done for Me Lately» obtuvo comentarios positivos por parte de los críticos musicales. Rob Hoerburger de la revista Rolling Stone, expresó que la canción borró la “imagen de pop ingenua” de Jackson concebida durante sus primeros dos álbumes. Según William Ruhlmann de Allmusic, Jackson fue una “mujer agresiva, independiente” en la canción. Connie Johnson de Los Angeles Times, dio a la canción una reseña positiva, haciendo hincapié en su “autoridad valiente”. Eric Henderson de la revista Slant Magazine, elogió a la canción llamándola “feminista” y escribió: “«What Have You Done for Me Lately» es anterior a «No Scrubs» de TLC, en más de una década”. 
Para J.C. Stevenson de la revista Spin, la mayor parte del poder del álbum está autoritariamente en las pistas de baile, con canciones como «What Have You Done for Me Lately». Blues & Soul la consideró “supremo en su ejecusión”. Nelson George en su libro Post-Soul Nation: The Explosive, Contradictory, Triumphant, and Tragic 1980s la llamó un “himno de la danza instantánea”. En la 29.ª entrega de los Premios Grammy, «What Have You Done for Me Lately» recibió una nominación por «Mejor canción de R&B» pero perdió contra «Sweet Love» de Anita Baker.

### Comercial
«What Have You Done for Me Lately» se publicó bajo la compañía A&M Records el 13 de enero de 1986. Debutó en el Billboard Hot 100 en el puesto número noventa y cinco y subió moderadamente hasta alcanzar el cuarto lugar de la lista con fecha de 17 de mayo de 1986. Estuvo veintiún semanas en ese puesto y se convirtió en el primer sencillo top 10 para la cantante. También se posicionó en los primeros lugares de las listas Hot R&B/Hip-Hop Songs y Hot Dance Club Songs, alcanzando el número uno y dos respectivamente. Logró el puesto cuarenta y tres en la lista de fin de año de Billboard de 1986. En la Radio & Records Airplay, la canción debutó en el lugar número treinta y siete en la edición del 21 de marzo de 1986, luego de cinco semanas de su publicación y llegó al puesto número ocho permaneciendo allí por dos semanas, estuvo en el top 10 de la lista durante tres semanas y se mantuvo en ella por once. La canción fue certificada de disco de oro por la Recording Industry Association of America (RIAA) por las 500,000 copias vendidas. En Canadá, el sencillo ingresó a la RPM Singles Chart en el puesto número noventa y dos el 29 de marzo de 1986. Llegó al puesto número seis el 14 de junio y se convirtió en el primer éxito de Jackson en estar entre los 10 mejores de la lista canadiense, ocupando esa posición por veinticuatro semanas. Finalizando el año, se colocó en el puesto número cincuenta y tres de la lista de fin de año de RPM de 1986.
En el Reino Unido, «What Have You Done for Me Lately» debutó en la posición número sesenta y siete en la lista UK Singles Chart y logró alcanzar el tercer puesto el 3 de mayo de 1986. Pasó catorce semanas en ese puesto y fue certificada de disco de plata por la British Phonographic Industry (BPI) por las ventas de 200,000 copias. En Nueva Zelanda, la canción entró en el lugar número veintisiete en la New Zealand Singles Chart, permaneciendo en esa posición durante nueve semanas. En Australia, la canción debutó en el puesto número noventa y nueve hasta alcanzar el sexto lugar en la lista Kent Music Report, con un total de diecisiete semanas en esa posición. En los Países Bajos, fue el primer número uno de la cantante, encabezando la Dutch Top 40 por tres semanas. Llegó al top 10 en varios países europeos tales como Bélgica, Alemania, Irlanda y Suiza.

## Video musical
El video musical que se grabó para la canción fue dirigido por Brian Jones junto a Piers Ashworth y filmado en diciembre de 1985. La coreógrafa del video fue la cantante Paula Abdul, quien aparece en este como amiga de Jackson. De acuerdo con una publicación de la revista Jet en 1990, Abdul en el video “combinó la energía sexual con movimientos elegantes y seductores. La combinación impulsó a Janet a la clasificación de una superestrella sexi. Quien vio los videos fue testigo de que Janet era una mujer adulta”. El video también incluyó la participación de Tina Landon, quien más tarde se convertiría en coreógrafa de Jackson. En su libro True You de 2011, Jackson comentó que su compañía discográfica pensó que era importante que ella saliese más delgada en el video:

“Me lo habían dicho toda mi vida entera, pero en ese momento crítico, con mi carrera despegando, no tenía los medios para discutir. [...] Nosotras [ Paula Abdul y ella] compartimos una casa y pasamos semanas haciendo ejercicios [en Canyon Ranch]. [...] Estaba tan motivada como siempre de estar en la cima. [...] Me sentí bien cuando había terminado. Disfruté los elogios sobre mi "nueva" forma. Disparé a hacer el video y de hecho reformó mi imagen.”

Fue estrenado en BET el 17 de febrero de 1986. En el video se la puede ver a Jackson yendo a una cena con sus amigos para hablarles de sus problemas de relación sentimental. Su novio —interpretado por Rudy Huston— aparece junto a sus amigos y Jackson decide compartir sus sentimientos que abarcan esa relación. En el video, Jackson es presentada en una realidad de un mundo oscuro con colores descoloridos. Es un mundo más bien dreamscape, los colores vibran y todo está hecho en 2D. Ganó un Soul Train Music Award por «Mejor video R&B/Soul del año» en 1987. Revisando el video, la revista Vanity Fair comentó en 1986 que Janet Jackson “podría ser el gemelo andrógino de Michael en el movimiento de su brazo, el brillo acusatorio de sus ojos y las diagonales colapsales de su baile”.

## Presentaciones en directo
Jackson interpretó «What Have You Done for Me Lately» en el programa de televisión Soul Train el 29 de marzo de 1986. También la ha cantado en vivo durante la entrega de los Premios Grammy de 1987, junto a sus productores Jam y Lewis y bailarines. Se ha convertido en una canción fija durante sus conciertos. En el Rhythm Nation 1814 Tour de 1990, fue la tercera canción en ser interpretada. Esta actuación contó con sus compañeras bailarinas Tina Landon y Karen Owens y fue seguida por una interpretación de «Let's Wait Awhile». En la gira mundial Janet World Tour que comenzó en 1993 y se extendió a lo largo de dos años, la canción fue la segunda en interpretarse junto con «Nasty», con la cantante llevando unas joyas de oro. Para Jon Parales del The New York Times, Jackson era una cantante mucho más fuerte que cuando se encontraba en su última gira. En «What Have You Done for Me Lately», tenía una voz nueva y sincopada, diferente de la canción original.
La canción fue interpretada durante un popurrí “frenético” de «Control», «The Pleasure Principle» y «Nasty» en el The Velvet Rope Tour en 1998. Dicho popurrí hecho en el Madison Square Garden de Nueva York el 11 de octubre de 1998 fue transmitido durante un especial titulado The Velvet Rope: Live in Madison Square Garden por HBO. También fue añadido a la lista del lanzamiento en DVD, The Velvet Rope Tour – Live in Concert, de 1999. Durante el All for You Tour entre 2001 y 2002, la canción fue tocada en una versión remezclada durante un popurrí de «Control» y «Nasty». De acuerdo con Denise Sheppard de la revista Rolling Stone, fue “otro favorito del público, quizás mejor apodado como la ‘porción amarga’ de la noche”, agregando también que “esta intérprete —que ha estado actuando en el escenario durante veintiocho años— sabe para lo que el público viene y se lo da en espadas”. La fecha final de la gira, el 16 de febrero de 2002, en el Aloha Stadium en Hawái fue transmitido por HBO, e incluyó una actuación de la misma. Esta interpretación también se añadió a la lista del lanzamiento en DVD, Janet: Live in Hawaii, en 2002. Para su primera gira en siete años Rock Witchu Tour en 2008, optó por abrir el espectáculo con un popurrí de «The Pleasure Principle», «Nasty» y «What Have You Done for Me Lately». Luego de un interludio, Jackson hizo su aparición en medio de fuegos artificiales y humo teatral para realizar el popurrí, mientras que se ponía un peinado Mohicano.
Mientras promocionaba su segundo álbum recopilatorio Number Ones, la cantante interpretó un popurrí de ocho minutos con seis éxitos durante los Premios American Music de 2009. Incluía «Control», «Miss You Much», «What Have You Done for Me Lately», «If», «Make Me» y cerró con «Together Again». Al final de la actuación, la cantante recibió aplausos y ovación de pie de la audiencia. En el Essence Music Festival de 2010, celebrado en Nueva Orleans, Luisiana, Jackson incluyó «What Have You Done for Me Lately» en la lista y la interpretó con una pieza de traje hecha con leotardos debajo. En la gira Number Ones, Up Close and Personal de 2011, la canción fue la tercera en ser interpretada y la cantante lo hizo llevando un catsuit metálico. El 30 de agosto de ese mismo año, la canción fue dedicada a Portland, como parte de la gira donde Jackson la dedicó a dicha ciudad donde estaba dando un concierto. La canción también se incluyó en el Unbreakable World Tour (2015-16); Thomas Kintner, escribiendo para el Hartford Courant, señaló que “seis bailarines se unieron [Jackson] para bailar y girar a través [...] del agresivo ‘What Have you Done for me Lately’”.

## Legado
«What Have You Done for Me Lately», particularmente su título, fue mencionado en la comedia de 1987 Eddie Murphy Raw, como una pregunta común que las mujeres hacen a sus parejas antes de terminar. La canción aparece en la película de Walt Disney de 1989 Parent Trap III, cuando Jessie (Monica Creel) durante un sketch de karaoke llamado “The Jackson Three”, parodiando a los Jackson Five, cantando la canción. El músico estadounidense Prince, comenzó a interpretar la canción durante la gira de Parade de 1986, deteniéndose a mitad del camino y preguntándole al público “¿Quién escribió esto?”, siguiendo con su propia pista «Controversy», sugestionando que él lo había hecho. Volvió a repetir la misma pregunta en su gira Nude Tour de 1990 y durante sus recientes conciertos en 2015. Hubo una disputa sobre la paternidad de la música. Prince creyó que Jimmy Jam y Terry Lewis utilizaron un “viejo demo” que ellos habían hecho con él antes de tiempo. Interpretó de nuevo «What Have You Done for Me Lately» a finales de 2013 durante sus conciertos en Uncashville, Connecticut. La Toya Jackson, hermana de Jackson, sampleó la canción en «Wild Side» de su álbum de estudio de 1991 No Relations. La canción fue interpolada durante un popurrí cantado en la comedia de 1993 Sister Act 2: Back in the Habit, y fue versionada por la banda estadounidense de funk y soul Sharon Jones & the Dap-Kings en 2002 para su álbum debut Dap Dippin' with Sharon Jones and the Dap-Kings.
«What Have You Done for Me Lately» es considerado como uno de los sencillos de la cantante que ayudó a establecerla como un artista reconocido mundialmente. En su debut, fue comparado con canciones similares de empoderamiento femenino lanzadas por mujeres negras como «New Attitude» de Patti LaBelle, «Better Be Good to Me» de Tina Turner y «Sisters Are Doin' It for Themselves» de Aretha Franklin. Oprah Winfrey comentó: “Lo que estás viendo en todas las áreas del arte y el entretenimiento son las mujeres negras que interiorizan la idea del poder negro y el orgullo... Las mujeres negras comenzaron a escuchar sus señales internas, en lugar de la sociedad e incluso la idea de la comunidad negra de lo que se supone que son y pueden ser”. La canción fue colocada en el puesto número 341 de la lista «Las 500 canciones más grandes desde que tú naciste» elaborada por la revista Blender. En 2012, Mike Staver escribió en Leadership Isn't For Cowards: How to Drive Performance by Challenging People que “‘What Have You Done for Me Lately’ no es sólo una vieja canción de Janet Jackson, sino una canción regularmente cantada por los líderes todos los días”.

## Lista de canciones
| Sencillo de siete pulgadas (Australia, EE. UU. y Canadá) 1. «What Have You Done for Me Lately» – 4:59 2. «He Doesn't Know I'm Alive» – 3:30 Sencillo de doce pulgadas (Australia, EE. UU. y Europa) 1. «What Have You Done for Me Lately» (Extended Mix) – 7:00 2. «What Have You Done for Me Lately» (Dub Versión) – 6:35 3. «What Have You Done for Me Lately» (A Cappella Versión) – 2:19 Sencillo de 12 pulgadas (Canadá) 1. «What Have You Done for Me Lately» (Extended Mix) – 7:00 2. «Nasty» (Extended) – 6:00 3. «Nasty» (Instrumental) – 4:00 4. «Nasty» (A Cappella) – 2:55 | Sencillo de siete pulgadas (Reino Unido) 1. «What Have You Done for Me Lately» (Sencillo Versión) – 3:28 2. «Young Love» – 4:56 Sencillo de doce pulgadas (Reino Unido) 1. «What Have You Done for Me Lately» (Extended Mix) – 7:00 2. «What Have You Done for Me Lately» (Dub Versión) – 6:35 3. «Young Love» – 4:56 Sencillo de siete pulgadas (Europa) 1. «What Have You Done for Me Lately» (Sencillo Versión) – 3:28 2. «He Doesn't Know I'm Alive» – 3:30 |

## Listas musicales

### Listas semanales
| Lista (1986)                             | Máxima posición |
| ---------------------------------------- | --------------- |
| Australia (Kent Music Report)            | 6               |
| Bélgica (Wallonia Ultratop 50)           | 7               |
| Canadian Top Singles (RPM)               | 6               |
| Países Bajos (Dutch Top 40)              | 1               |
| Alemania (Media Control Charts)          | 8               |
| Irlanda (Chart-Track)                    | 10              |
| Nueva Zelanda (Recorded Music NZ)        | 27              |
| Sudáfrica (Springbok Radio)              | 19              |
| Suiza (Schweizer Hitparade)              | 9               |
| UK Singles (Official Charts Company)     | 3               |
| US Billboard Hot 100                     | 4               |
| US Radio & Records CHR/Pop Airplay Chart | 8               |
| Estados Unidos (Hot R&B/Hip-Hop Songs)   | 1               |
| Estados Unidos (Hot Dance Club Songs)    | 2               |

| Lista (1986)                  | Posición |
| ----------------------------- | -------- |
| Canadá (RPM)                  | 53       |
| Países Bajos (Single Top 100) | 39       |
| US Billboard Hot 100          | 43       |